# Борисенко Олег Миколайович
Олег Миколайович Борисенко (нар. 8 серпня 1961) — український лікар-оториноларинголог, хірург. Доктор медичних наук, професор.

## З життєпису
Син лікаря-гігієніста Миколи Борисенка. У 1984 році закінчив Київський медичний інститут.
Провідний науковий співробітник відділу тимпанопластики (пізніше реорганізованого у відділ мікрохірургії вуха та отонейрохірургії) Інституту отоларингології ім. проф. О. С. Коломійченка АМН України, з 2015 року — завідувач цього відділу. Учень професора Юрія Сушка.
Є одним із основоположників отонейрохірургії в Україні. Пройшов клінічне стажування в Інституті Жоржа Портманна (Франція) та в інституті вуха Х. Хауза (США). З 2015 по 2018 роки — міжнародний президент Інституту Жоржа Портманна.
Президент Української асоціації отіатрів, отонейрохірургів та отоневрологів. Єдиний представник України в Міжнародній колегії оториноларингологів за весь час її існування.